# Andrzej Ryś
Andrzej Ryś (ur. 16 kwietnia 1960 w Limanowej) – polski lekarz i urzędnik państwowy, w latach 1999–2001 podsekretarz stanu w Ministerstwie Zdrowia, od 2006 dyrektor Komisji Europejskiej.

## Życiorys
Jest absolwentem Wydziału Lekarskiego Akademii Medycznej im. Mikołaja Kopernika w Krakowie. W latach 1991–1997 sprawował funkcję dyrektora Szkoły Zdrowia Publicznego Collegium Medicum Uniwersytetu Jagiellońskiego. Od 1997 do 1999 roku był dyrektorem Wydziału Zdrowia Urzędu Miasta Krakowa. Od 24 czerwca 1999 do 22 października 2001 roku był wiceministrem zdrowia w rządzie Jerzego Buzka. Zajmował się współpracą międzynarodową i integracją Polski z Unią Europejską. Był członkiem Zespołu Negocjacyjnego pod przewodnictwem Jana Kułakowskiego, odpowiedzialny był za przystosowanie polskiego prawa do przepisów unijnych. Od 2005 do 2006 roku był dyrektorem zarządzającym Ogólnopolskiego Związku Pracodawców Prywatnej Służby Zdrowia. 29 marca 2006 został mianowany na stanowisko jednego z dyrektorów w departamencie dyrekcji generalnej zdrowia i ochrony konsumentów w Komisji Europejskiej, odpowiedzialnego za sprawy zdrowia publicznego.
Oprócz swojej pracy w Komisji Europejskiej, Ryś jest konsultantem Światowej Organizacji Zdrowia oraz Banku Światowego oraz członkiem Rady Wszechnicy Uniwersytetu Jagiellońskiego. Od 2023 prowadzi również badania nad rozwiązaniami z zakresu wykorzystania technologii cyfrowych w medycynie na St Antony's College w Oksfordzie.